# Paracles ochriflua
Paracles ochriflua là một loài bướm đêm thuộc phân họ Arctiinae, họ Erebidae.